# Pisinna juddi
Pisinna juddi är en snäckart som först beskrevs av Winston F. Ponder 1968.  Pisinna juddi ingår i släktet Pisinna och familjen Anabathridae. Inga underarter finns listade i Catalogue of Life.